# Школа № 138 (Київ)

Школа № 138 (Київ)

Київська середня школа № 138 — середня загальноосвітня школа I—III ступенів з поглибленим вивченням хімії та біології, розташована у Шевченківському районі міста Києва, Україна. Заснована у 1901 році як жіноча гімназія Жекуліної. Є в числі найкращих київських шкіл (66-те місце серед 150-ти).

## Історія
Навчальний заклад заснувала шляхтянка Аделаїда Володимирівна Жекуліна, одна з організаторів навчальних закладів для жінок у Києві, педагог. Спочатку у школі діяли лише два початкові класи, у яких навчалися тільки хлопчики. Навчання проводились у приватній квартирі на Миколаївській вулиці, у будинку № 36 по на Ярославовому Валу. Згодом заклад перетворився на «восьмирічну жіночу гімназію». Жекуліна прагнула викупити земельну ділянку для будівництва сучасного навчального комплексу, але їй відмовила Київська міська дума, натомість передала цю ділянку Жикуліній в оренду на 99 років (тобто до 2000 року).
- У 1911—1912 роках за проектом архітектора Василя Осьмака на Львівській вулиці було споруджено будівлю, де розмістилася приватна жіноча гімназія Жекуліної. Будівництво повністю було завершене 1913 року архітектором Якушевським. Жекуліна А. В. була директором цієї гімназії до 1918 р.. До 1927 р. дана гімназія носила ім'я Т. Г. Шевченка[4].
- У 1930-ті роки школа отримала порядковий номер — 138[4].
- Під час окупації у Другій світовій війні на території школи діяв «збірний пункт» з відправлення киян на примусові роботи в Німеччину[4].
- З лютого до липня 1944 року у цій школі був евакуаційний шпиталь № 3582, де поранений в березні Микола Федорович Ватутін перебував на лікуванні[4].

Відповідно наказу № 109 Київського міськвідділу Народної освіти від 17.06.1944 року учні даної школи в позаурочний час брали участь у відбудові вулиці Хрещатик, доглядали поранених шпиталю, що зі школи переїхав до Покровського монастиря.
- У повоєнний час до 1954 року в школі навчалися тільки дівчата[4].
- У 1972 році до старовинної споруди школи прибудовано спортивний блок (спортивний зал)[4].
- З 1994 року наказом Комітету охорони і реставрації пам'яток від 16.05.1994 р. № 10 будівля школи оголошена «пам'яткою історії місцевого значенням». Наказом Міністерства культури і туризму України від 13.07.2009 № 521/0/16-09 їй надано охоронний номер «540-Кв»[4].
- 1 вересня 2005 р. школа отримала статус «спеціалізованої» з поглибленим вивченням предметів природничого циклу[4].

## Відомі особи школи
- Хазіна Надія Яківна[4]
- Ромоданов Андрій Петрович[4]
- Сланко В'ячеслав Анатолійович[4]
- Сонні Адольф Ізраїлевич
- Селіханович Олександр Броніславович[ru][5]
- Жекуліна Аделаїда Володимирівна[4]
- Сухенко Максим Володимирович
- Міщенко Федір Іванович[5]
- Гудзій Микола Каленикович[5]
- Данилевич Василь Юхимович[5]
- Зеньківський Василь Васильович[5]
- Завітневич Володимир Зенонович[5]
- Кудрявцев Петро Павлович[5]
- Ларін Борис Олександрович[5]
- Полонська-Василенко Наталія Дмитрівна[5]
- Стешенко Іван Матвійович[5]
- Шмальгаузен Іван Іванович[5]
- Мандельштам Надія Яківна
- Клячин Василь Петрович[5]
- Козловський Іван Павлович[ru][5]

та інші.